# EMBOSS
EMBOSS é um acrônimo para European Molecular Biology Open Software Suite. EMBOSS é um pacote de análise de código aberto especialmente desenvolvido para as necessidades da comunidade de usuários da biologia molecular e da bioinformática. O software automaticamente lida com dados em uma variedade de formatos e até mesmo permite a recuperação transparente de dados de seqüências a partir da web. Além disso, como bibliotecas extensas são fornecidas com o pacote, é uma plataforma que permite que outros cientistas desenvolvam e lançem softwares em um verdadeiro espírito de código aberto. EMBOSS também integra uma variedade de pacotes atualmente disponíveis e ferramentas para análise de seqüências em um conjunto harmonioso.
O EMBOSS permite a integração com uma ampla gama de pacotes e ferramentas existentes como o BLAST e o ClustalW.
O pacote EMBOSS contém uma variedade de aplicações para alinhamento de sequências, busca rápida em banco de dados com padrões de seqüência, identificação de estruturas secundárias de proteínas (protein motif) (incluindo a análise de domínio), e muito mais.

## Grupos de aplicação EMBOSS

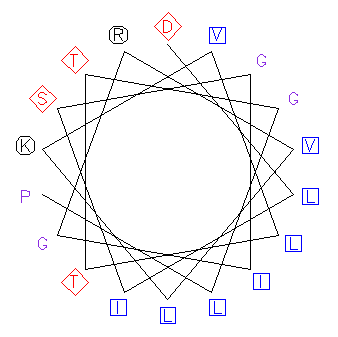
PEPWHEEL, uma ferramenta do EMBOSS, analisando a estrutura proteica de uma alfa-hélice proteica.

| Grupo                           | Descrição                                                          |
| ------------------------------- | ------------------------------------------------------------------ |
| Acd                             | utilitário de arquivo Acd                                          |
| Alignment consensus             | Funde seqüências para obter um consenso                            |
| Alignment differences           | Encontra diferenças entre as seqüências                            |
| Alignment dot plots             | Comparações de seqüências tipo dot plot                            |
| Alignment global                | Alinhamento global de seqüências                                   |
| Alignment local                 | Alinhamento local de seqüências                                    |
| Alignment multiple              | Alinhamento múltiplo de seqüências                                 |
| Display                         | Mostra seqüências                                                  |
| Edit                            | Edita seqüências                                                   |
| Enzyme kinetics                 | Calcula parametros de cinética enzimática                          |
| Feature tables                  | Ferramentas de anotacão                                            |
| HMM                             | Análise de modelo oculto de Markov                                 |
| Information                     | Ajuda geral e informacão                                           |
| Menus                           | Interfaces de Menus                                                |
| Nucleic 2d structure            | Estrutura secundária de ácidos nucléicos                           |
| Nucleic codon usage             | Uso de códons                                                      |
| Nucleic composition             | Composição de nucleótidos de um ácido nucleico                     |
| Nucleic CpG islands             | Detecção de ilhas CpG e análise                                    |
| Nucleic gene finding            | Predição de genes e outras características genômicas               |
| Nucleic motifs                  | Busca de motivos em ácidos nucleicos                               |
| Nucleic mutation                | Mutação de ácidos nucleicos                                        |
| Nucleic primers                 | Predição de iniciadores (primers)                                  |
| Nucleic profiles                | Geração de perfis de ácidos nucleicos                              |
| Nucleic repeats                 | Detecção de repeticões em ácidos nucleicos                         |
| Nucleic restriction             | Análise de restrição em seqüências de nucleótidos                  |
| Nucleic RNA folding             | Análise e métodos de dobramento de ARN                             |
| Nucleic transcription           | Fatores de transcrição, promotores e previsão de terminadores      |
| Nucleic translation             | Tradução de seqüência de nucleotídeos para seqüências de proteínas |
| Phylogeny consensus             | Métodos de filogenia por consenso                                  |
| Phylogeny continuous characters | Métodos de filogenia por carácter continuo                         |
| Phylogeny discrete characters   | Métodos de filogenia por carácter discreto                         |
| Phylogeny distance matrix       | Métodos de filogenia por matriz de distâncias                      |
| Phylogeny gene frequencies      | Métodos de filogenia por freqüência genica                         |
| Phylogeny molecular sequence    | Análise de seqüências e filogenia                                  |
| Phylogeny tree drawing          | Desenho de árvores filogenéticas                                   |
| Protein 2d structure            | Estrutura secundária das proteínas                                 |
| Protein 3d structure            | Estrutura terciária das proteínas                                  |
| Protein composition             | Composição de seqüências proteicas                                 |
| Protein motifs                  | Búsca de motivos proteicos                                         |
| Protein mutation                | Mutação de proteínas                                               |
| Protein profiles                | Busca en perfis de proteínas                                       |
| Test                            | Ferramentas de teste, não para uso geral                           |
| Utils database creation         | Instalação de bases de dados                                       |
| Utils database indexing         | Indexação de bases de dados                                        |
| Utils misc                      | Ferramentas utilitárias                                            |